# Melanippe prigioniera
Melanippe prigioniera è una tragedia di Euripide oggi perduta, ad eccezione di alcuni frammenti sopravvissuti.

## Trama
La tragedia euripidea ci è nota da numerosi frammenti tra i quali spicca un ampio brano papiraceo (ben 49 versi): una sorta di traccia, comunque, per ricostruirne la trama è offerta da Igino:
Nel frattempo, Metaponto re d’Icaria, chiese alla moglie Teano di partorirgli dei figli, per poter lasciare loro il regno. Teano, spaventata, fece chiamare i pastori perché le trovassero un bambino da presentare al re; quelli le mandarono i due che avevano trovato e Teano fece credere al marito che fossero suoi.
In seguito Teano ebbe due figli da Metaponto; ma dato che il re preferiva i primi due, perché erano bellissimi, Teano volle sbarazzarsene, per riservare il regno ai figli che aveva partorito lei stessa. Giunse il giorno in cui Metaponto soleva andare a sacrificare a Diana Metapontina. Teano colse l’occasione per svelare ai suoi figli che i loro presunti fratelli non erano tali: “Perciò, quando andranno a caccia, uccideteli a pugnalate!”. Quelli salirono dunque sul monte, seguendo le esortazioni della madre, e cominciarono a combattere, ma con l’aiuto del dio loro padre i figli di Nettuno vinsero ed uccisero i figli di Metaponto; quando i corpi di questi ultimi vennero riportati alla reggia, Teano si uccise con un coltello da caccia. I due vendicatori, Beoto ed Eolo, si rifugiarono presso i pastori che li avevano allevati; là Nettuno rivelò loro che erano suoi figli e che la loro madre era tenuta prigioniera. I due si precipitarono allora da Desmonte, lo uccisero e liberarono la madre dalla sua prigione; e Nettuno le rese la vista. In seguito i figli la portarono in Icaria e svelarono al re di Metaponto la perfidia di Teano. Metaponto sposò allora Melanippe e ne adottò i due figli, che poi fondarono nella Propontide due città che chiamarono Beozia ed Etolia, dai loro rispettivi nomi.»
(trad. A. D'Andria)
Dai frammenti, in effetti, riportati quasi tutti da Stobeo, non si evince molto dell'intreccio, che doveva comunque mantenersi sulle linee della trama di Igino.
Notevole era il prologo, un lamento di Melanippe incatenata per aver partorito, sedotta da Poseidone, due gemelli e che poi, per questo, era stata accecata e incarcerata dal padre Eolo: essa raccontava la sua sorte e deplorava le sventure ed i mali delle donne.

Episodio centrale era l'istigazione di Siris, moglie di Metaponto - il quale teneva in custodia i gemelli di Melanippe, Eolo e Beoto - ai fratelli ed il conseguente duello con i figli di Melanippe, adottati da Metaponto, mentre le frequenti considerazioni dei frammenti sulle nozze sbagliate sembrano appartenere al coro, che di frequente deplorava le trame della regina. Il duello era narrato, come usuale, da un messaggero.

La catastrofe, il rovesciamento della tragedia avveniva con la falsa accusa di Siris ai gemelli, presunti omicidi dei congiunti, che fuggivano, apprendendo da Poseidone la verità sulla mare e sulle origini.

Di fronte al re, infine, doveva svolgersi l'esodo, con la discolpa dei gemelli che avevano liberato la madre: tale ampio agone oratorio doveva articolarsi in una prima parte, basata sulla condanna della donna, vero tormento per il marito, e in una seconda sezione che - come nel perduto Alessandro - svolgeva il tema della vera nobiltà.

Infine, ex machina, doveva apparire Poseidone che aveva già rivelato ai gemelli la verità e che ora imponeva a Metaponto di punire la regina, sposare Melanippe ed ai gemelli di partire per fondare colonie, unendo la trama mitica all'attualità, come avviene nel finale "eziologico" della Medea.

## Osservazioni
Igino, pur aiutando nella ricostruzione del dramma, però, fa molte confusioni: dai frammenti del dramma sembra che fosse Siris, e non Teano, la moglie di Metaponto (eroe fondatore dell'omonima città ionica). Inoltre, sembra che non i figli, ma i fratelli della regina cadessero in lotta contro i figli di Melanippe, che sappiamo tra l'altro fondatori delle città nelle isole Eolie, diretto e importante punto strategico per il dominio sul Tirreno.

Il dramma euripideo fu scritto, probabilmente, nel periodo in cui gli Ateniesi si accingevano ad assediare Siracusa: con questa tragedia Euripide, quindi, probabilmente introduceva il mito per avallare il problema magnogreco della spartizione del territorio ionico dopo la distruzione di Siris (575).

Turi, che aveva sostituito Sibari (distrutta nel 510), che a sua volta aveva raso al suolo Siris, era una colonia periclea e, quindi, la tradizione raccolta da Euripide sarebbe una leggenda atticizzata con cui Atene interveniva in queste dispute territoriali, legando Metaponto alla Siritide, onde evitare intrusioni della dorica Taranto (colonia della nemica Sparta), ma nello stesso tempo rivendicava anche a Turi un ruolo primario nella spartizione del ricco territorio della Siritide.

Il dramma di Euripide fu molto noto presso i mitografi e gli storici che si occupavano dell'Occidente magnogreco, e fu inoltre antologizzato per il ricorrente tema misogino, del resto comune a gran parte della produzione euripidea, in cui ritorna anche il topos della donna malvagia, di cui Siris doveva essere un esempio.